# Usztim Karmaljuk
Usztim Jakimovics Karmaljuk (vagy Karmeljuk, Karmanyjuk; ukránul Усти́м Яки́мович Кармалюк; 1787. február 27., Holovcsinci – 1835. október 10. Sljahovi Koricsinci) ukrán jobbágy, rabló, törvényenkívüli, 1813–1835 között a podóliai paraszti mozgalom vezetője. Az ukrán folklórban alakja a gazdagokat vámoló, a szegényeket segítő nemes betyárrá, népi hőssé vált. Az ukrán Robin Hood-ként vagy az utolsó hajdamákként is emlegetik. Az újabb kutatások szerint azonban inkább közönséges zsivány volt, aki főleg a szegényeket fosztogatta.

## Élete
Apja Jakim Karmanyuk jobbágy volt. Tizenhét éves korában Andrij Piglovszkij földesúr udvarába került, ahol szorgalmasan dolgozott, de kitűnt lázadozó természetével. Az úrnak egy idő után elege lett belőle és 1812-ben besoroztatta a cári hadseregbe, 25 éves szolgálatra. Karmaljuk a 4. ulánusezredben szolgált kozákként, de 1813-ban barátjával, D. Hronnal együtt megszökött és visszatért szülőföldjére, ahol egy jobbágyokból és dezertőrökből álló rablóbandát szervezett, amellyel a földesurak birtokait fosztogatták. Hamarosan elfogták és 50 korbácsütésre ítélték, majd a krími büntetőzászlóaljba küldték. Útban a Krím felé Karmaljuk megszökött a fogságból.
1814-ben Litin, Leticsiv és Olhopil vidékén parasztfelkelést szervezett az orosz közigazgatási rendszer és a nemesek ellen.
1817-ben a csendőrök elfogták. Halálra ítélték, amit az utolsó pillanatban 25 korbácsütésre és tízévnyi szibériai kényszermunkára enyhítettek. Karmaljuk azonban megszökött a vjatkai börtönből, visszatért Podóliába és folytatta fosztogatói tevékenységét, míg rajta nem ütöttek és megint el nem fogták. Orosz nyelvtudását és megfelelő iratait felhasználva a nyomozás során kosztromai katonának adta ki magát. Még akkor sem árulta el magát, amikor a rendőrök szembesítették a családjával és nyolc éves fia, Osztap örömmel rohant oda hozzá.

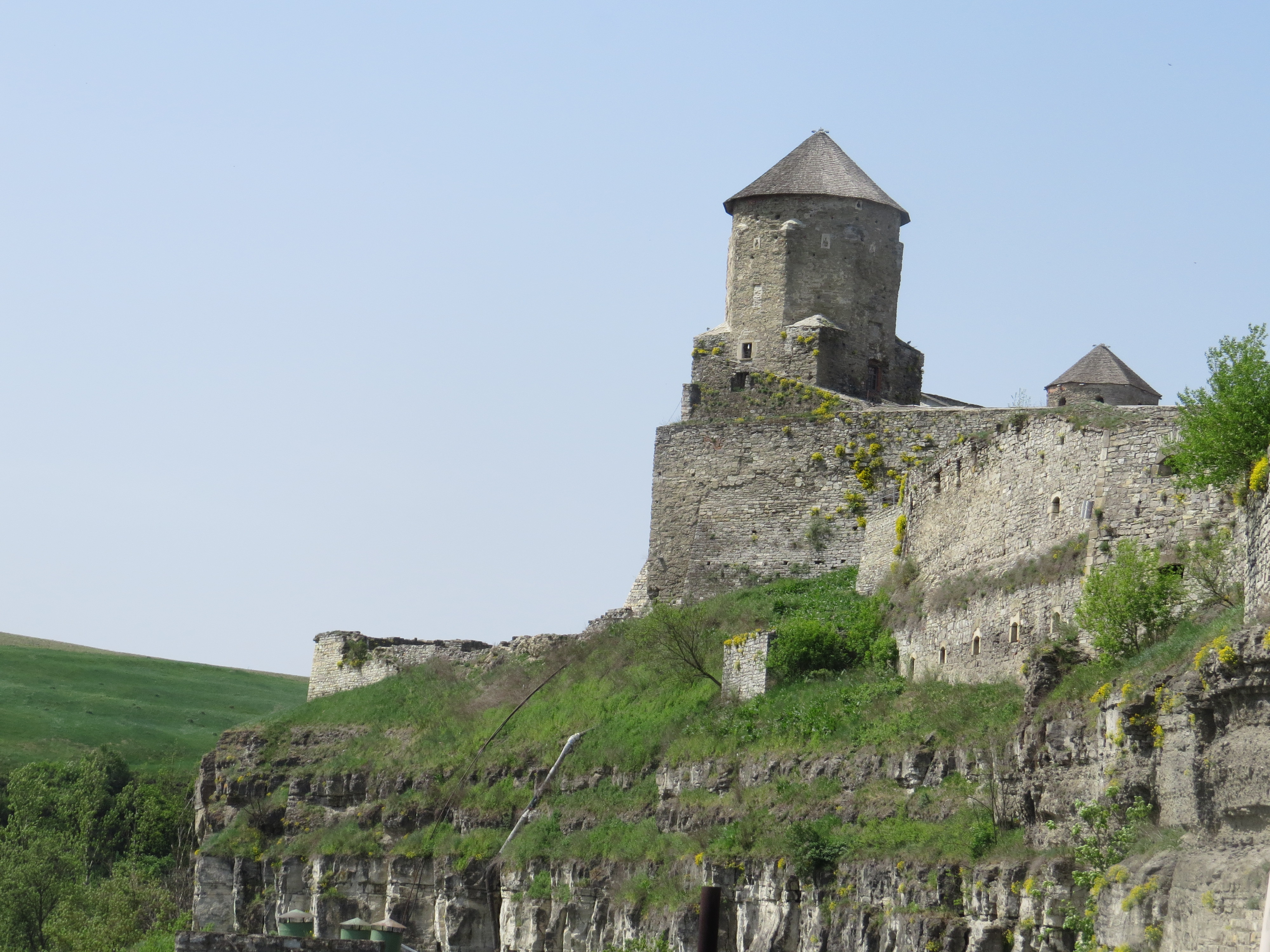
A kamjanec-pogyilszkiji erőd pápai tornya, ahol fogva tartották Karmaljukot

A kamjanec-pogyilszkiji erődben tartották fogva, ahol megszervezte negyedik szökését, ennek során azonban megsebesült és elfogták. Az erőd II. Gyula (vagy pápai) tornyában láncolták egy kőoszlophoz (a torony később Karmaljuk nevét kapta). 1824 telén 101 korbácsütésre ítélték, izzó vassal megbélyegezték, és ismét Szibériába küldték. Tobolszkban volt száműzetésben, ahonnan 1825-ben átküldték Jalutorovszkba. Hamarosan ismét megszökött, elfogták és börtönbe került, sokkal rosszabb körülmények közé. Innen is sikerült megszöknie: ősszel, egy éjszakai vihar során Karmaljuk kitörte a rácsokat és cellatársai ingeit összecsomózva hosszú kötelet készített. A végére egy követ kötött és átdobta a börtön kerítésén. Valamennyi rab kimászott és reggelre az őrök üresen találták a cellát.
1828-ban bandáját Kalna Derazsnya falunál legyőzték a kormánycsapatok. 750 embert állítottak bíróság elé; Karmaljukot 101 korbácsütésre és életfogytiglani szibériai kényszermunkára ítélték. A Tobolszki kormányzóságba, a borovljanszkiji üveggyárba került, de innen is megszökött. 1830-ban rendőrkézre került Novij Szinyaviban. Két évvel később a litini börtönben szétszedte a cellája mennyezetét és megszökött.
1830 és 1835 között a Karmaljuk által indított mozgalom elterjedt egész Podóliában, sőt a szomszédos besszarábiai, volinyi és kijevi régiókban is. Mintegy 20 ezer jobbágy lázadt fel és több mint ezer támadást hajtottak végre a földesurak birtokai ellen. A rabolt pénzt a parasztok között osztották szét. A lázadás elleni küzdelem érdekében az orosz kormány 1833 novemberében létrehozta az úgynevezett Haluzineci bizottságot (Haluzinyc faluban, a mai Hmelnickiji terület Derazsnyai járásában), hogy kivizsgálja a zavargásokat.
A felkelésben nem csak ukránok, hanem lengyelek és zsidók is részt vettek, a zsidó Vaszil Dobrovolszkij legközelebbi társai közé tartozott.
A parasztvezért egy Olena nevű nő (akit Karmaljuk gyakran látogatott) nővére árulta el. A földesurak csapdát állítottak neki a házban és amikor megjelent, közelről agyonlőtték. A legenda szerint ezüstgombot töltöttek a puskába, mert az a hír járta, hogy a közönséges ólomgolyó nem fogja Karmaljukot. Holttestét körbehordozták a falvakban, hogy megfélemlítsék a jobbágyokat. Leticsivben (ma Hmelnickiji terület) temették el, ahol 1974-ben egy 5 méter magas emlékművet emeltek a tiszteletére.

## Utóélete, megítélése

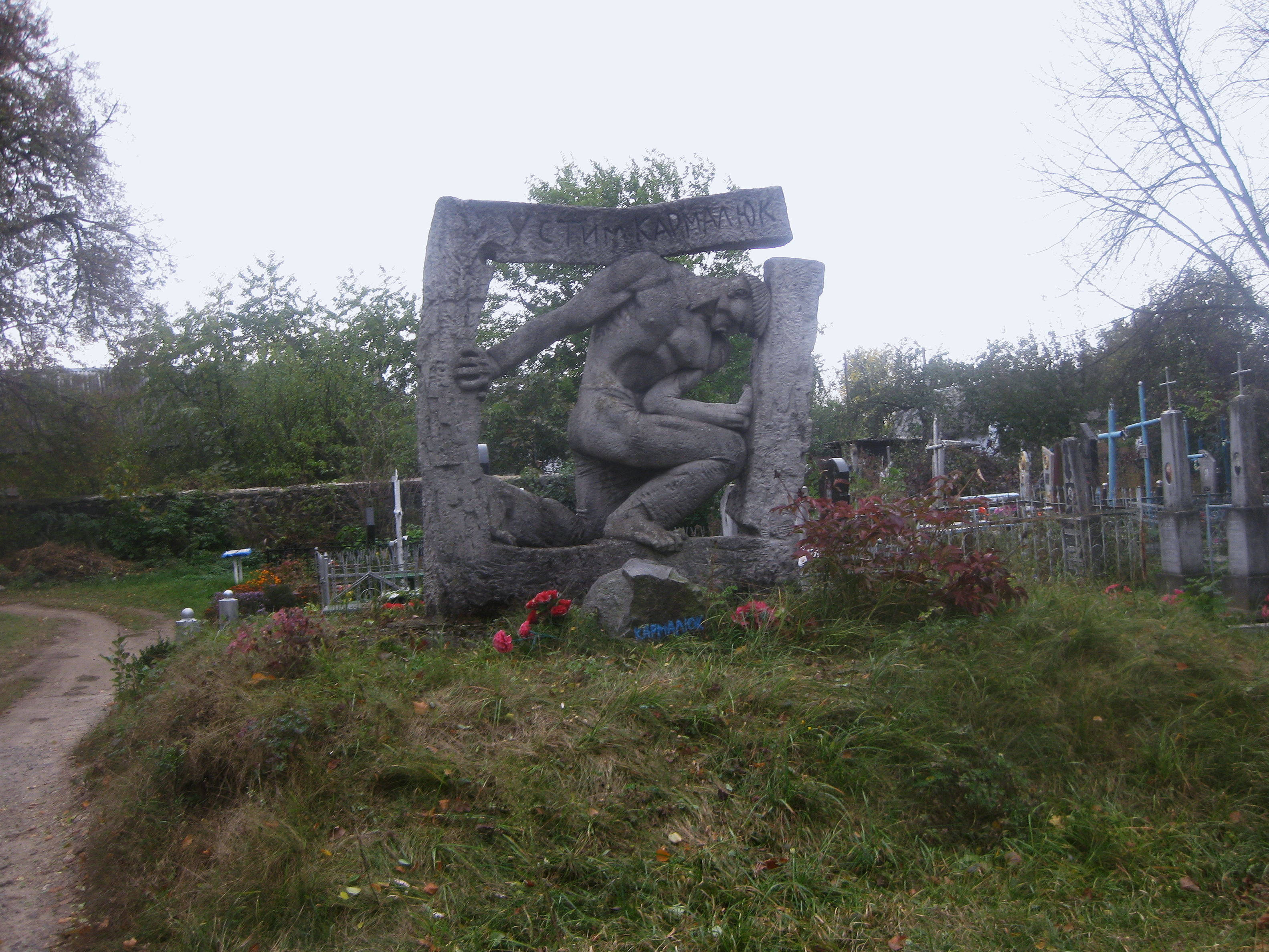
Karmaljuk sírja Leticsivben

Számos 19. és kora 20. századi ukrán írót, költőt (többek között Mihajlo Sztarickij és Marko Vovcsok) ihletett meg Usztim Karmaljuk alakja. 1871-ben Marko Vovcsokot egy szentpétervári bíróság pénzbírsággal sújtotta, mert művével "olyan magatartást támogatott, amely ellentmond az országunkban kialakult tulajdonjogi elveknek". A róla szóló legendákat, történeteket Mikola Kosztomarov és Tarasz Sevcsenko (utóbbi "dicső lovagnak" nevezte) gyűjtötte össze.
Szülőfalujában, Holovcsinciben számos rokona megváltoztatta a vezetéknevét, hogy ne hozzák őket kapcsolatba a hírhedt törvényenkívülivel. Többségük a Karman nevet vette fel. 1955-ben a falut átnevezték Karmaljukovére, és a leszármazottak visszaneveztették magukat Karmaljukra.
Külsejéről csak egy hivatalos leírás maradt fenn, eszerint 2 arsin és 6 versok (171 cm) magas volt, "arca kerek, orra közepes, a feje, szemöldöke, bajusza és szakálla világosszőke, szeme kék". A szemtanúk szerint Karmaljuk nem nem volt túl magas, de vállas, igen erős testalkata mellett kimondottan intelligens ember volt. A közönséges rablókat, fosztogatókat nem kedvelte, a tolvajlást büntette. Egyetlen portréját Vaszilij Tropinyin festette; ez több példányban ismert, egyiket az Ermitázsban őrzik.
Az újabb kutatások némileg árnyalják a róla elterjedt heroikus képet. Eszerint Karmaljuk többnyire parasztokat rabolt ki, tevékenységének általában nem volt társadalmi indítéka.

## Fordítás
Ez a szócikk részben vagy egészben  a(z)   Устим Кармалюк című ukrán Wikipédia-szócikk ezen változatának fordításán alapul.  Az eredeti cikk szerkesztőit annak laptörténete sorolja fel. Ez a jelzés csupán a megfogalmazás eredetét és a szerzői jogokat jelzi, nem szolgál a cikkben szereplő információk forrásmegjelöléseként.